# Soggetti abilitati esterni
I Soggetti abilitati esterni (SAE), nel diritto italiano, sono soggetti non interni al Ministero della Giustizia, che possono interagire con un ufficio giudiziario, attraverso il processo civile telematico.
Si differenziano in SAE pubblici e SAE privati. I SAE pubblici sono gli avvocati, i procuratori dello Stato e gli altri dipendenti della pubblica amministrazione. I SAE privati sono i difensori delle parti private, gli avvocati iscritti negli elenchi speciali, gli esperti e gli ausiliari del giudice.
Per interagire con un ufficio giudiziario attraverso il processo civile telematico, i SAE debbono essere iscritti al Registro generale degli indirizzi elettronici.